# محمد أيوب
محمد أيوب بن محمد يوسف بن سليمان عمر (1372 هـ/1952 م - 1437 هـ/2016 م)، هو إمام المسجد النبوي في الفترة بين (1410هـ - 1417هـ)، والفترة ما بين (1436هـ - 1437هـ)، ومن قراء القرآن الكريم المعروفين، ولد بمكة المكرمة سنة 1372هـ، ويُذكر أنه من أصل  آراكان بورما، حفظ القرآن في عام 1386 هـ في جامع بن لادن في حي الحفاير بمكة المكرمة، والتحق بكلية الشريعة بالجامعة الإسلامية، وحصل على الدكتوراه في عام 1408 هـ، وعُيّن إمامًا متعاونًا في المسجد النبوي عام 1410 هـ واستمر فيه حتى عام 1417 هـ ثم انقطع عن إمامة المسجد النبوي تسعة عشر عاماً ليعود ويصلّي في المسجد النبوي مجددا في رمضان 1436 هـ، وتوفي في 9 رجب 1437 هـ.

## مولده ونشأته
ولد في مكة المكرمة عام 1372 هـ / 1952 م، وهو من أصل بورمي، وبها نشأ وتلقى تعليمه الأوليّ، حيث حفظ القرآن الكريم على يد الشيخ خليل بن عبد الرحمن القارئ في مسجد بن لادن التابع لجماعة تحفيظ القرآن عام 1385 هـ، وحصل على الشهادة الابتدائية من مدرسة تحفيظ القرآن التابعة لوزارة المعارف عام 1386 هـ، ثم انتقل إلى المدينة المنورة ودرس المرحلتين المتوسطة والثانوية في معهد المدينة العلمي، وتخرج فيه عام 1392 هـ.

## دراسته الجامعية والشرعية
التحق بالجامعة الإسلامية وتخرج في كلية الشريعة عام 1396 هـ، ثم تخصص في التفسير وعلوم القرآن، فحصل على درجة الماجستير من كلية القرآن، وكان موضوع الرسالة «سعيد بن جبير ومروياته في التفسير من أول القرآن إلى آخر سورة التوبة». وحصل على درجة الدكتوراه من الكلية نفسها عام 1408هـ، وكان موضوع الرسالة: «مرويات سعيد بن جبير في التفسير من أول سورة يونس إلى آخر القرآن».
وإضافة إلى دراسته في المدارس الحكومية والجامعة فقد تتلمذ على العديد من المشايخ والعلماء في المدينة ودرس عليهم ألواناً من العلوم الشرعية، ومنها التفسير وعلومه، الفقه على المذاهب الأربعة، الحديث وعلومه ومصطلحه، التفسير وأصول الفقه وغير ذلك، وكان من شيوخه:
- عبد العزيز محمد عثمان.
- محمد سيد طنطاوي.
- أكرم ضياء العمري.
- محمد الأمين الشنقيطي.
- عبد المحسن العباد.
- عبد الله محمد الغنيمان.
- أبو بكر الجزائري.

## حياته العملية
عمل بعد تخرجه في المرحلة الجامعية الأولى معيدًا بكلية القرآن من 1397 - 1398 هـ، وكلف بأمانة امتحانات الكلية لمدة عشر سنوات، وأصبح عضو هيئة التدريس في قسم التفسير منذ حصوله على الدكتوراه، وإضافة إلى عمله الجامعي فهو عضو في اللجنة العلمية بمجمع الملك فهد لطباعة المصحف الشريف.

### الإمامة والخطابة
كما تولى الإمامة والخطابة في عدد من مساجد المدينة، ومنها:
- إمام متعاون في المسجد النبوي لصلاتي التراويح والقيام منذ عام 1410 هـ حتى عام 1417 هـ، وكذلك عام 1436 هـ.
- إمام في مسجد قباء لصلاتي التراويح والقيام.
- إمام مسجد العنابية من عام 1394 ـ 1403 هـ.
- إمام مسجد عبد الله الحسيني من 1403 هـ مدة 23 سنة.
- إمام مسجد حسن الشاعر من 1427 هـ حتى وفاته.

### الندوات والدورات والفعاليات
وقد شارك في عدد من الندوات والدورات والفعاليات ومنها:
- ندوة الشباب في مدينة كامبيس في البرازيل مع وفد من الجامعة الإسلامية.
- دورات لتعليم اللغة العربية في عدد من الدول الإسلامية: باكستان، تركيا، السنغال، ماليزيا.
- إمامة صلاة التراويح في مسجد برمنجهام ببريطانيا بتكليف من الجامعة الإسلامية.
- عاد لإمامة المسجد النبوي الشريف مرة أخرى بتكليف من الملك سلمان في رمضان عام 1436 هـ.

## الشيخ والقرآن
يعد الشيخ محمد أيوب من القراء المشهورين في السعودية والعالم الإسلامي، ولهُ تسجيلات قرآنية في الإذاعة والتلفاز، وقد سجل له مجمع الملك فهد لطباعة المصحف الشريف تسجيل القرآن كاملاً، حيث يتم بثه من إذاعة القرآن الكريم، وسجلت لهُ أيضًا قراءات صلاة التراويح والقيام في المسجد النبوي وهي تنشر كذلك تباعًا في الإذاعة.
حصل على عدد من الإجازات في القراءات القرآنية ومنها: إجازة برواية حفص من شيخ قراء المدينة حسن بن إبراهيم الشاعر، ومن الشيخ أحمد عبد العزيز الزيات، والشيخ خليل بن عبد الرحمن القارئ.

## نبذة مختصرة عنه
حفظ محمد أيوب القرآن عندما كان عمره 12 سنة، ودرس القرآن على الشيخ زكي داغستاني في المدرسة الابتدائية عندما كان في مكة المكرمة وكذلك على الشيخ خليل قارئ وكلا الشيخين تميزا بالقراءة الحجازية إلا أنه أخذ عن الأخير التلاوات تلقينًا فكان يرافق الشيخ أينما رحل فقد ذهب الشيخ خليل إلى الطائف ورحل معه الشيخ محمد أيوب إلى هناك. وكان والد الشيخ محمد أيوب قد أوصى الشيخ خليل قارئ أن يهتم به كثيراً آملا أن يكون لهُ شأن عظيم فكان كما أراد، ومن جانبه فقد اكتشف خليل قارئ بفراسته أن للشيخ محمد أيوب مستقبلًا عظيمًا في تلاوة القرآن الكريم وحفظه ويروي ابن الشيخ خليل قارئ الشيخ محمد خليل إمام مسجد قباء أن والدهً كان حريصاً على طلابه ولا يفرض عليهم الحفظ كاملا بل كل على حسب إمكانياته وقدراته بل الأهم عنده تثبيت الحفظ. ويكفي محمد أيوب فخراً أنه صلى بالناس في أول مسجد أسس على التقوى ويكفيهِ اعتزازًا أنه أَمَّ المصلين في المسجد النبوي، ولقد وزعت المآذن العشر صوته الجميل في أنحاء المدينة المنورة واشرأبت القبة الخضراء لمعانقته وهو يتردد في جنبات مدينة الرسول محمد، فكيف لا يكون ذلك فهو من الرعيل الأول من صلى التراويح وحده طوال شهر رمضان دون أن يشاركه أحد في ذلك حيث كان ذلك محراب النبي محمد، وهو ما يدل على ثبات حفظه وروعة أدائه فما زالت تذكره ليالي شهر رمضان بروحانيتها العطرة واشتهر باسم شيخ القراء.

## ماذا قال حين عُيِّن إمامًا للمسجد النبوي
يروي الشيخ محمد أيوب عندما تعيينه في الحرم المدني قائلا: 
| محمد أيوب | حينما كنت إماما في مسجد قباء، سمع عني الشيخ عبد العزيز بن صالح بأن هناك شيخا يدعى محمد أيوب يتميز بصوت حسن وأداء مميز، فطلب من ابنه أن يحضرني لمجلسه، فحينما وصلت إليه طلب منى الشيخ ابن صالح منه أن أتلو بعض الآيات، فما أن استمع إلى قراءتي حتى أعجب بها الشيخ والحاضرون، فقال لي الشيخ ابن صالح: هل تستطيع أن تصلي بالناس في الحرم المدني صلاة التراويح ؟ وكان ذلك في أواخر أيام شهر شعبان، فوافقت على ذلك، فصدر القرار الحكومي بتعييني إماما مكلفا في الحرم المدني. حيث كان ذلك العام 1410 هــ، وصليت صلاة التراويح كاملة لوحدي في تلك السنة عدا ثلاثة أيام من رمضان. وقد كان شيخي الشيخ خليل قارئ في تلك السنة في خارج البلاد، فكان يستمع إلى قراءتي عن طريق المذياع، ويتصل بي يوميا ويدعو لي، وأضاف «تنتابني رهبةٌ شديدةٌ كلما وقفت في محراب رسول الله صلى الله عليه وسلم، وكنت أخشى ألا أقوم بها على الوجه المطلوب، وسألت الله أن يثبتني وأن أقوم بالمسؤولية الملقاة على كاهلي.» | محمد أيوب |

## عائلته وأبناؤه
للشيخ محمد أيوب عائلة مكونة من 13 شخصًا وهو متزوج بزوجتين ولهُ من الأولاد 5 كلهم من حفظة القرآن الكريم وبنتان أيضًا من الحافظات للقرآن الكريم وهذا مما تتميز به عائلة الشيخ عن غيرها من العائلات، فقد كرَّس جهده ووقته لتعليم أهله ولم يكتف بذلك بل كان لأولاده معلمً خاصًّا للقران في المنزل، أما أبناؤه فهم:
- خالد الابن الأكبر له وهو مدرس للقران في مدارس تحفيظ القرآن في المدينة المنورة.
- الزبير أستاذ في الجامعة الإسلامية في قسم اللغة العربية.
- سعد مهندس كهربائي بإدارة الطرق بمنطقة المدينة المنورة.
- مصعب أستاذ في كلية العلوم الطبية التطبيقية في جامعة طيبة.
- يوسف إمام جامع سيد الشهداء بالمدينة المنورة.

## حصوله على إجازة برواية حفص
حصل الشيخ محمد أيوب على إجازة برواية حفص عن طريق القراءة على المشايخ وهم شيخ قراء المدينة حسن بن إبراهيم الشاعر، والشيخ أحمد عبد العزيز الزيات، والشيخ خليل بن عبد الرحمن القارئ، ومن شيوخه في القراءة الشيخ زكي داغستاني.

## أبرز تسجيلاته
- تسجيل المصحف الشريف القرآن كاملًا في مجمع الملك فهد لطباعة المصحف الشريف، فقد أصدر الملك فهد بن عبد العزيز قرارًا ملكيًا يقضي بتكليف الشيخ محمد أيوب بتسجيل مصحف كامل في مجمع الملك فهد بالمدينة المنورة حيث قام الشيخ محمد أيوب بتسجيل المصحف المدني بالقراءة الحجازية المكية تنفيذًا لرغبة الملك فهد بن عبد العزيز.
- تسجيل صوتي لقراءات صلاة التراويح والقيام في المسجد النبوي الشريف.

## وفاته
توفي الشيخ محمد أيوب قبل صلاة الفجر من يوم السبت 9 رجب 1437 هـ الموافق 16 أبريل 2016 م، عن عمر يناهز 64 عامًا، وصُلِيَ عليه في المسجد النبوي الشريف بالمدينة المنورة بعد صلاة الظهر ودفن في مقبرة البقيع.

## روابط خارجية
- صفحته على موقع طريق الإسلام.